# Anthony Bennett (Basketballspieler, 1993)
Anthony Harris Bennett (* 14. März 1993 in Toronto) ist ein kanadischer Basketballspieler. Er wurde beim NBA-Draft 2013 an erster Stelle von den Cleveland Cavaliers ausgewählt, spielte allerdings daraufhin nur vier weitere Jahre in der NBA. 2017 wechselte er zu Jahresbeginn zu Fenerbahçe Ülker in die türkische Liga. Nach Stationen in der NBA-G-League war er lange vereinslos, 2021/22 stand der Kanadier bei Hapoel Jerusalem unter Vertrag.
Bennetts sportliche Laufbahn wird von vielen als Enttäuschung angesehen, da er die mit der Spitzenposition im Draftverfahren verbundenen Erwartungen nicht erfüllen konnte; er gilt als einer der größten „Draft-Flops“ der NBA-Geschichte.

## Karriere
Bis zu seinem 16. Lebensjahr wuchs Bennett in der kanadischen Provinz Ontario auf. Er begann seine Basketballlaufbahn im Torontoer Stadtteil Jane and Finch, später lebte er in Brampton. Bennetts Mutter stammt aus Jamaika, sie war als Krankenschwester tätig und zog ihre drei Kinder alleine auf. Um seine Karrierechancen als Basketballer zu verbessern, spielte er danach für Highschool-Mannschaften in West Virginia und Nevada in den USA.
In der Saison 2012/13 spielte er für die University of Nevada, Las Vegas und führte die Hochschulmannschaft als bester Korbschütze (16,1 Punkte/Spiel) an. Nach einem Jahr an der Hochschule meldete sich Bennett zum NBA-Draft an. Er erzielte für seine Collegemannschaft durchschnittlich 16,1 Punkte und 8,1 Rebounds pro Spiel.

### NBA
Beim NBA-Draft 2013 wurde überraschend Bennett und nicht Nerlens Noel an erster Position ausgewählt. Damit wurde er der erste Kanadier, dem dies gelang. In seinem ersten Jahr für die Cleveland Cavaliers konnte Bennett die Erwartungen nicht erfüllen und erzielte lediglich 4,2 Punkte und 3,0 Rebounds in 52 Spielen. Zudem traf er nur 35,6 % seiner Feldwürfe.
Bereits nach seinem ersten Jahr in Cleveland wurde dem mit Übergewicht kämpfenden Bennett im Rahmen eines Spielertauschs, der drei Mannschaften einbezog, zusammen mit Andrew Wiggins an die Minnesota Timberwolves abgegeben. Im Gegenzug wechselte unter anderem Kevin Love nach Cleveland.
Bennett konnte auch bei den Minnesota Timberwolves nicht überzeugen. Er erzielte in 57 Spielen im Durchschnitt 5,2 Punkte und holte 3,8 Rebounds. Am 24. August 2015 wurde sein Vertrag aufgelöst.
Im Anschluss daran unterschrieb der Kanadier einen Einjahresvertrag bei den heimischen Toronto Raptors. Jedoch enttäuschte Bennett abermals und wurde mehrere Male in das Farm-Team der Raptors, die Raptors 905, beordert. Im März 2016 wurde sein Vertrag in Toronto aufgelöst, nachdem er in 19 Spielen auf durchschnittlich 1,5 Punkte und 1,2 Rebounds pro Spiel gekommen war.
Im Sommer 2016 erhielt Bennett erneut eine Chance in der NBA und schloss sich den Brooklyn Nets an. Bennett kam bei den Nets zu 23 Einsätzen und erzielte dabei 5,0 Punkte und 3,4 Rebounds im Schnitt. Wie schon bei seinen vorherigen NBA-Stationen konnte Bennett nicht die erhoffte Leistung bringen und wurde am 9. Januar 2017 von den Nets vorzeitig entlassen.

### Seit 2017
Im Januar 2017 schloss er sich Fenerbahce SK an. Bei Ülker erhielt Bennett einen Einjahresvertrag mit Option auf ein weiteres Jahr.  Er bestritt sieben Ligaspiele für und erzielte 9 Punkte je Begegnung. Bennett spielte in der Folge in der NBA G-League. Dort zeigte er insbesondere bei den Maine Red Claws ansprechende Leistungen, als er während der Saison 2017/18 in 21 Begegnungen im Mittel 16 Punkte sowie 7,7 Rebounds verbuchte. Im Sommer 2021 wurde er als Neuverpflichtung der puerto-ricanischen Mannschaft Cangrejeros de Santurce vermeldet, Anfang Juli 2021 kam es noch vor dem Saisonbeginn zur Trennung. Ende August 2021 gab Hapoel Jerusalem Bennetts Verpflichtung bekannt. Bis Anfang Januar 2022 bestritt er acht Ligaspiele (6,3 Punkte/Begegnung) für Hapoel, dann kam es zur Trennung. Im Februar 2022 ging er zu den Kaohsiung Steelers nach Taiwan. Für die Mannschaft erzielte er bis zum Ende der Saison 2021/22 in 13 Einsätzen im Schnitt 25,2 Punkte. Bennett einigte sich im Sommer 2022 mit Kaohsiungs Ligakonkurrent Hsinchu Lioneers auf einen Vertrag. Im Jahr 2023 spielte er im selben Land wieder für die Kaohsiung Steelers.

### Nationalmannschaft
Bennett debütierte bei den panamerikanischen Spielen in der kanadischen Basketballnationalmannschaft. Mit Kanada gewann er die Silbermedaille und erzielte 15,6 Punkte und 10,4 Rebounds im Schnitt.
Bei der Basketball-Amerikameisterschaft 2015 holte Bennett mit Kanada die Bronzemedaille. 2021 nahm er mit Kanada an der Ausscheidungsrunde für die Olympischen Spiele in Tokio teil, die Qualifikation wurde verpasst.